# 哈吉邁什里
33°57′26″N 1°35′56″E / 33.95715°N 1.59879°E
哈吉邁什里（阿拉伯语：‎），是阿爾及利亞的城鎮，位於該國中部艾格瓦特省，由蓋勒提特西迪薩阿德區負責管轄，面積375平方公里，2008年人口6,357，人口密度每平方公里17人。